# 運輸支局
運輸支局（うんゆしきょく）は、国土交通省の地方支分部局である地方運輸局の下部組織である。

## 概要
兵庫県と沖縄県を除く各都道府県と、北海道の主要都市に設置されている。兵庫県は神戸運輸監理部兵庫陸運部、沖縄県は沖縄総合事務局運輸部が実質的な運輸支局機能を持つ。
元々の陸運事務所と海事事務所が統合されたものが多く、陸運部門と海事部門が別の庁舎となっている運輸支局も少なくない。地方運輸局所在地の海事部門は地方運輸局本局で担当し、海事部門が存在しない運輸支局もある。
本庁の機能を補完する出先機関として「自動車検査登録事務所」（陸運部門）、「海事事務所」（海事部門）が設けられている支局もあり、地域によって担当を振り分けている。運輸支局に海事部門がない場合は地方運輸局直下の組織となっている。

## 主な業務

### 陸運関係
- 自動車の検査・登録（ナンバープレートの交付）、自動車の整備関係事務（車検）
- バス・タクシー・トラック関係事務
- 鉄道関係事務
- 観光関係事務
- 倉庫関係事務

### 海事関係
- 船員の雇入契約、船員手帳の交付関係事務
- 海技免状の更新等関係事務
- 船員の職業紹介、失業、保険金支給関係事務
- 旅客船航路事業、内航海運業関係事務
- 港湾運送事業関係事務
- 船舶の登録、検査関係事務

## 運輸支局一覧
北海道運輸局管内（北海道）
- 札幌運輸支局
- 函館運輸支局
- 旭川運輸支局
- 室蘭運輸支局
- 釧路運輸支局
- 帯広運輸支局
- 北見運輸支局

東北運輸局管内（青森県、岩手県、宮城県、秋田県、山形県、福島県）
- 青森運輸支局
  - 八戸自動車検査登録事務所
- 岩手運輸支局
- 宮城運輸支局
- 秋田運輸支局
- 山形運輸支局
  - 庄内自動車検査登録事務所
- 福島運輸支局
  - いわき自動車検査登録事務所

関東運輸局管内（茨城県、栃木県、群馬県、埼玉県、千葉県、東京都、神奈川県、山梨県）
- 茨城運輸支局
  - 土浦自動車検査登録事務所
- 栃木運輸支局
  - 佐野自動車検査登録事務所
- 群馬運輸支局
- 埼玉運輸支局
  - 熊谷自動車検査登録事務所
  - 所沢自動車検査登録事務所
  - 春日部自動車検査登録事務所
- 千葉運輸支局
  - 習志野自動車検査登録事務所
  - 袖ヶ浦自動車検査登録事務所
  - 野田自動車検査登録事務所
- 東京運輸支局
  - 足立自動車検査登録事務所
  - 練馬自動車検査登録事務所
  - 多摩自動車検査登録事務所
  - 八王子自動車検査登録事務所
- 神奈川運輸支局
  - 相模自動車検査登録事務所
  - 川崎自動車検査登録事務所
  - 湘南自動車検査登録事務所
- 山梨運輸支局

北陸信越運輸局管内（新潟県、富山県、石川県、長野県）
- 新潟運輸支局
  - 長岡自動車検査登録事務所
- 富山運輸支局
- 石川運輸支局
- 長野運輸支局
  - 松本自動車検査登録事務所

中部運輸局管内（福井県、岐阜県、静岡県、愛知県、三重県）
- 福井運輸支局
- 岐阜運輸支局
  - 飛騨自動車検査登録事務所
- 静岡運輸支局
  - 沼津自動車検査登録事務所
  - 浜松自動車検査登録事務所
- 愛知運輸支局
  - 西三河自動車検査登録事務所
  - 小牧自動車検査登録事務所
  - 豊橋自動車検査登録事務所
- 三重運輸支局

近畿運輸局管内（滋賀県、京都府、大阪府、兵庫県（陸事のみ）、奈良県、和歌山県）
- 滋賀運輸支局
- 京都運輸支局
- 大阪運輸支局
  - なにわ自動車検査登録事務所
  - 和泉自動車検査登録事務所
- 奈良運輸支局
- 和歌山運輸支局
- 神戸運輸監理部兵庫陸運部
  - 姫路自動車検査登録事務所

中国運輸局管内（鳥取県、島根県、岡山県、広島県、山口県）
- 鳥取運輸支局
- 島根運輸支局
- 岡山運輸支局
- 広島運輸支局
  - 福山自動車検査登録事務所
- 山口運輸支局

四国運輸局管内（徳島県、香川県、愛媛県、高知県）
- 徳島運輸支局
- 香川運輸支局
- 愛媛運輸支局
- 高知運輸支局

九州運輸局管内（福岡県、佐賀県、長崎県、熊本県、大分県、宮崎県、鹿児島県）
- 福岡運輸支局
  - 北九州自動車検査登録事務所
  - 久留米自動車検査登録事務所
  - 筑豊自動車検査登録事務所
- 佐賀運輸支局
- 長崎運輸支局
  - 佐世保自動車検査登録事務所
  - 厳原自動車検査登録事務所
- 熊本運輸支局
- 大分運輸支局
- 宮崎運輸支局
- 鹿児島運輸支局
  - 奄美自動車検査登録事務所